# Eintracht Duisburg
El Eintracht Duisburg es un equipo de fútbol de Alemania que juega en la Kreisliga B y participó en el Campeonato Alemán de fútbol, la desaparecida primera división de fútbol del país.

## Historia
Fue fundado el 1 de julio de 1964 en la ciudad de Duisburgo en el estado de Renania del Norte-Westfalia luego de la fusión de los equipos Duisburger SpV, fundado en 1848 y uno de los equipos de fútbol más viejos de Alemania; y el TuS Duisburg, fundado en 1899 y que participó en la Gauliga de Alemania nazi.
El Duisburger SpV fue uno de los equipos más dominantes del Imperio alemán a inicios del siglo XX, donde fue campeón occidental de Alemania en 10 ocasiones y que regularmente participó en el campeonato Alemán de fútbol, e incluso fue finalista del campeonato nacional en 1931 perdiendo la final ante el VfB Leipzig por marcador de 1-3.
El TuS Duisburg se fusionó en tres ocasiones a inicios del siglo XX, jugó en dos temporadas en la Gauliga Niederrhein y llegó a la fase final de la Gauliga en 1937. Luego de finalizar la Segunda Guerra Mundial participó en la Oberliga West por dos temporadas en los años 1950 en donde terminó en segundo lugar en la temporada de 1956/57 detrás del eventual campeón Borussia Dortmund.
Tras la fusión, el club no ha podido salir de las divisiones aficionadas, aunque loe resultados de las partes que conforman la fusión se consideran suyas.

## Palmarés
- Campeonato de fútbol de Alemania Occidental: 10

1904, 1905, 1908, 1910, 1911, 1913, 1914, 1921, 1924, 1925, 1927